# Punktskrift

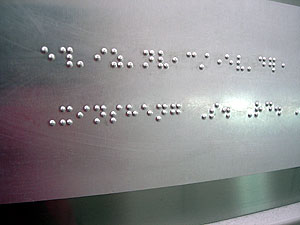
En vägskylt i punktskrift.

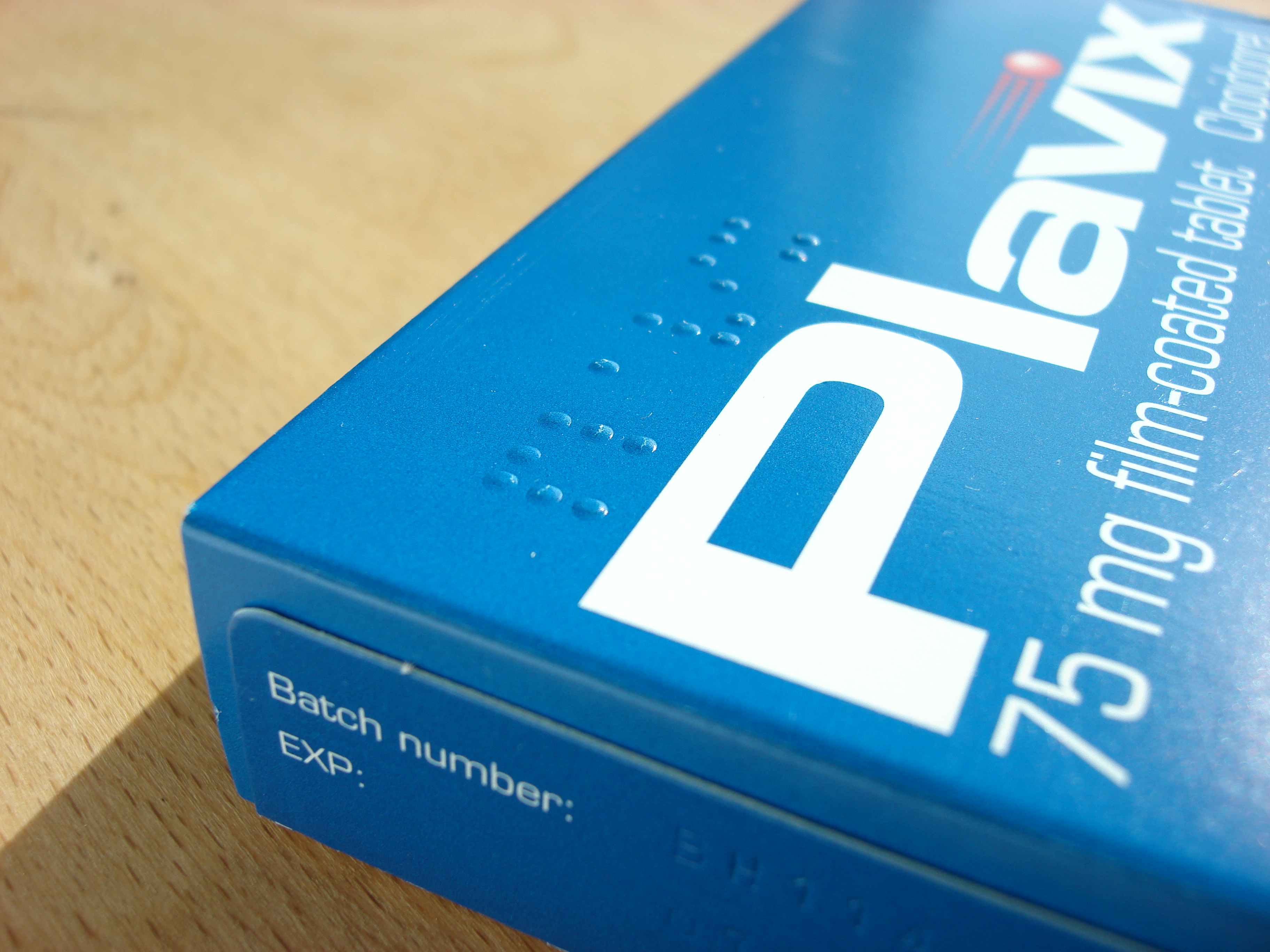
Punktskrift på en medicinask.

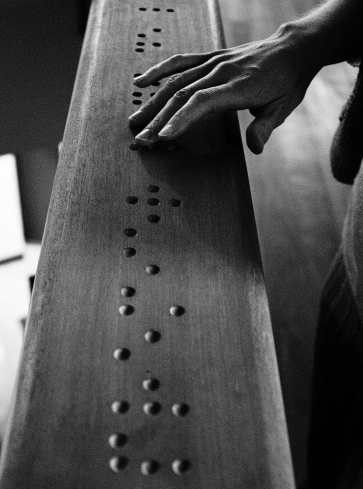
Träramp graverad i punktskrift med ordet premiär på franska ⠏⠗⠑⠍⠊⠑⠗ närmast i bild.

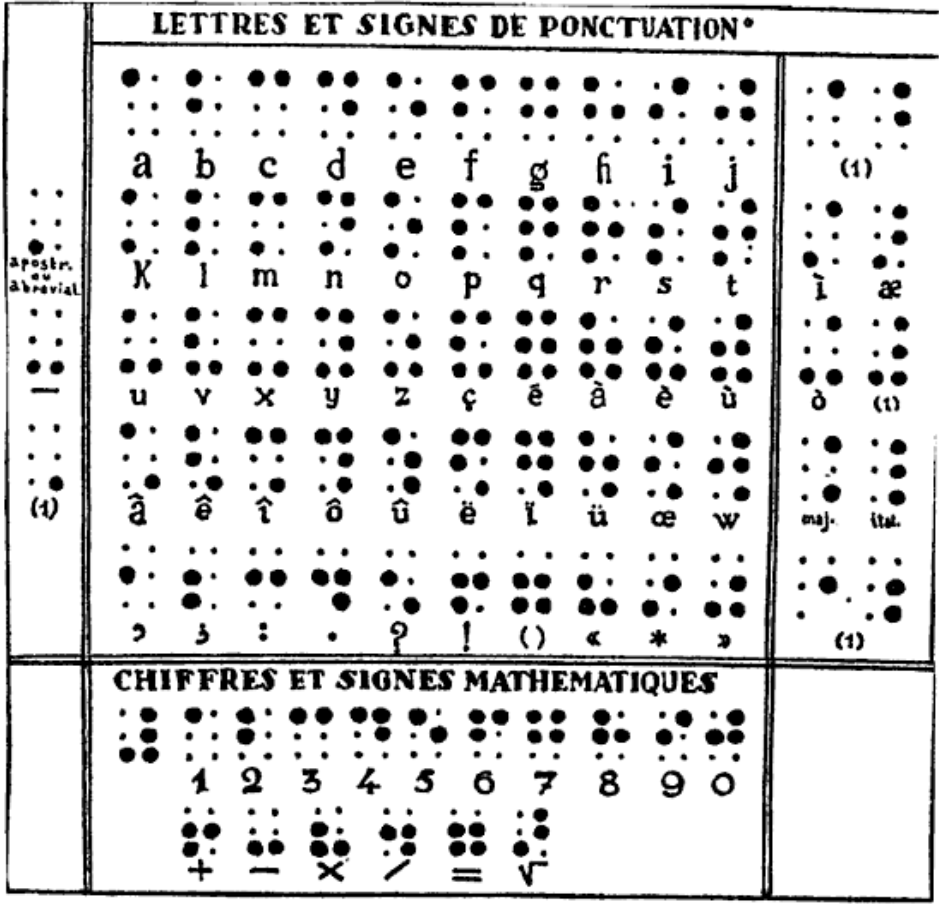
Det färdiga alfabetet av Louis Braille, enligt Pierre Henri 1952, indikerar musikaliska eller matematiska noteringsprefix.

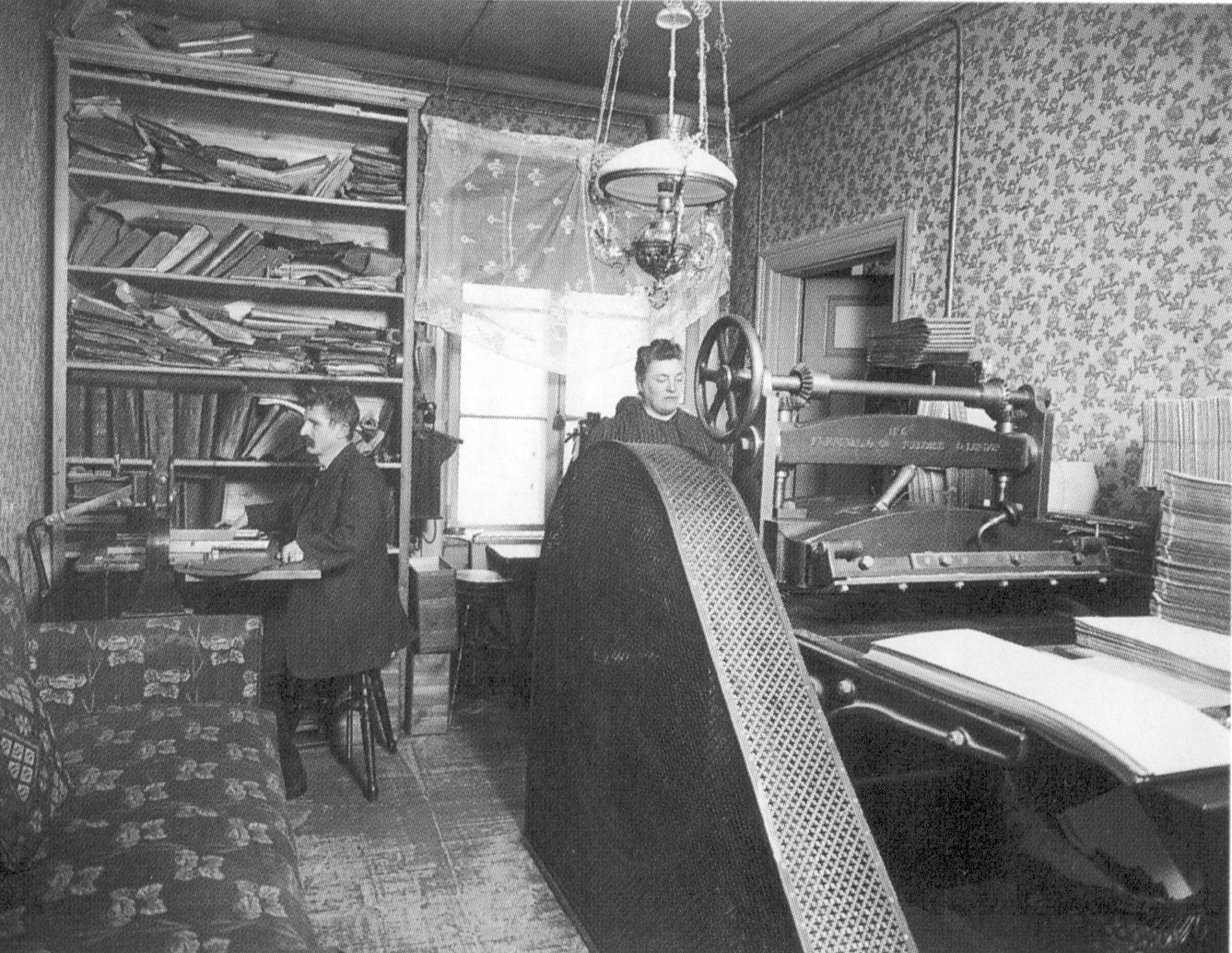
De Blindas Förenings punktskriftstryckeri 1903

Punktskrift (även brailleskrift) används av synskadade eller blinda personer i större delen av världen. Systemet bygger på en rektangel, en så kallad cell, bestående av sex punkter i två lodräta kolumner med tre punkter i varje kolumn. Fyrkanten är inte större än att den täcks av en fingertopp. Skriftsystemet finns för de flesta alfabeten.

## Historia
Punktskriften utvecklades av den franske blindläraren och organisten Louis Braille redan i början av 1800-talet. Braille var själv född seende, men blind efter en olycka i barndomen. Han skapade som mycket ung den första punktskriften med utgångspunkt i dels tidigare relieftryck och Stachelskrift, dels Charles Barbiers militära sonographie-system, och kunde presentera den i tryckt form 1829. Han undervisade på Institut royale des jeunes aveugles i Paris, vidareutvecklade punktskriften för matematik och musik samt påbörjade 1847 också arbetet med att försöka utveckla en skrivmaskin för punktskrift.
1852 avled Braille i TBC, och först efter hans död blev punktskriften allmänt vedertagen i Frankrike. I samband med världsutställningen i Paris 1878 hölls en internationell kongress och där beslutades att Brailles punktskriftsalfabete skulle rekommenderas i undervisningen av blinda.
Under 1800-talets slut ökade efterfrågan på punktskriftsböcker, och flera tryckerier etablerades. I Sverige lät Föreningen för blindskrift trycka den första boken med Brailles punktskriftssystem Läsning för blinda 1866 på Manilla, Institutet för blinda och döva. 1892 kunde de också, under ledning av Amy Segerstedt, öppna ett lånebibliotek för punktskriftsböcker på Tysta skolan i Stockholm. Det som är kvar av dessa verksamheter har så småningom uppgått i Myndigheten för tillgängliga medier.
Braillealfabetet finns i 137 olika varianter och har anpassats till 133 språk. Anledningen är att nepali, tamil och urdu skrivs på olika sätt i två länder och det grekiska alfabetet finns i två varianter.

## Läsning
I en punktskriftsbok (skriven med det latinska alfabetet) läser man braillebokstäverna från vänster till höger med fingertopparna. Fortfarande förs vanliga böcker över till punktskrift. I Sverige ges de ut av den statliga myndigheten Myndigheten för tillgängliga medier, MTM.
Datorn erbjuder många nya möjligheter. Med hjälp av en punktskriftsskärm, en tillsats som kopplas till en vanlig dator och ett speciellt program, är det möjligt att få det som står på den vanliga skärmen överfört till punktskrift.
Detta gör att det går att arbeta enklare och att ordbehandla, e-posta och chatta. Det mesta som finns på Internet går att läsa. Eftersom bilder inte kan visas är det viktigt med alternativa, beskrivande, texter till bilder. Sådana texter syns normalt för den som för musen över en bild på Internet. De är också bra vid surfning med en mobiltelefon.

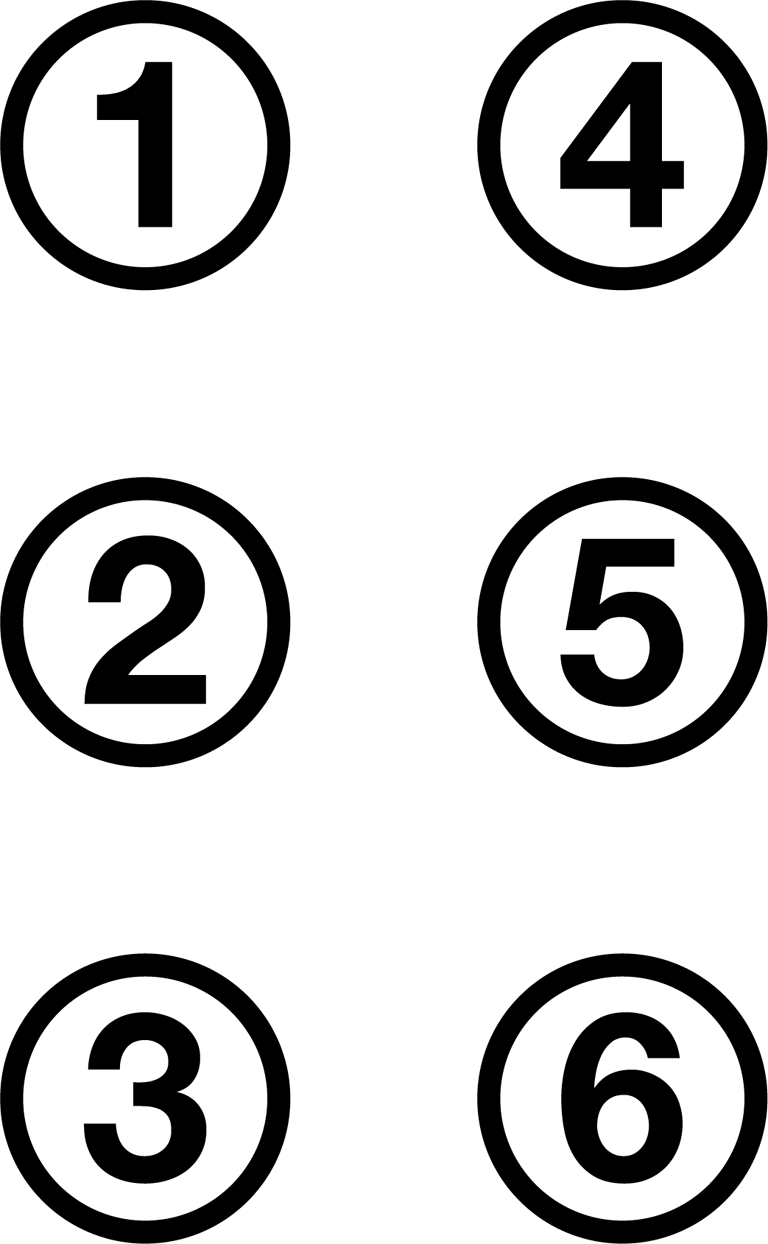
Standard-punktskrift består av sex punkter
Tom punktskrift

## Svenska alfabetet i punktskrift
De tio första bokstäverna i alfabetet, A–J, bildas genom att de fyra översta punkterna i fyrkanten, eller cellen som den kallas, kombineras. Bokstäverna K–T, fås på samma vis, men punkten längst ner till vänster (punkt 3) läggs till. Bokstaven A är punkten längst upp till vänster (punkt 1). Alltså är bokstaven K punkten längst upp till vänster och längst ner till vänster (punkterna 1 och 3). Bokstäverna U–Z fås genom att lägga till punkten längst ner till höger (punkt 6) på bokstäverna K–T. Ett U är således punkten längst upp till vänster, punkten längst ner till vänster och punkten längst ner till höger (punkterna 1, 3 och 6). Bokstäverna Å, Ä och Ö samt W bildas genom andra punktkombinationer.
Vid läsning på dator, då en speciell punktskriftsskärm används, ser alfabetet något annorlunda ut. Det innehåller då åtta punkter istället för sex.
|   |   |   |   |   |   |   |   |   |   |
| A | B | C | D | E | F | G | H | I | J |
|   |   |   |   |   |   |   |   |   |   |
| K | L | M | N | O | P | Q | R | S | T |
|   |   |   |   |   |   |   |   |   |   |
| U | V | X | Y | Z |   |   |   |   |   |
|   |   |   |   |   |   |   |   |   |   |
| W | Å | Ä | Ö |   |   | À | É | È | Ü |

## Siffror
Siffrorna bildas genom att ett speciellt tecken, ett prefix, ett siffertecken, sätts framför bokstäverna A–J. Siffran 1 fås genom att skriva detta tecken och sedan bokstaven A. Siffran 0 bildas genom att skriva tecknet och bokstaven J. 
|   |   |   |   |   |   |   |   |   |   |   |
| 1 | 2 | 3 | 4 | 5 | 6 | 7 | 8 | 9 | 0 | # |

Eftersom siffrorna använder samma punktkombinationer som bokstäverna A–J är:
- A = 1
- B = 2
- C = 3
- D = 4
- E = 5
- F = 6
- G = 7
- H = 8
- I = 9
- J = 0

## Skiljetecken
|                  |             |               |                |                   |                   |                   |                   |                      |                |                          |                          |
| .                | ,           | ?             | !              | :                 | ;                 | /                 | "                 | ''                   | -              | –                        | –                        |
| punkt            | komma       | fråge- tecken | utrops- tecken | kolon             | semi- kolon       | sned- streck      | citat- tecken     | apostrof, inre citat | binde- streck  | tankstreck, replikstreck | tankstreck, replikstreck |
|                  |             |               |                |                   |                   |                   |                   |                      |                |                          |                          |
| §                | &           | *             | †              | †                 | #                 | #                 | @                 | @                    | _              | _                        | \|                       |
| paragraf- tecken | et- tecken  | asterisk      | kors           | kors              | nummertecken      | nummertecken      | snabel-a          | snabel-a             | understreck    | understreck              | lodstreck                |
|                  |             |               |                |                   |                   |                   |                   |                      |                |                          |                          |
| (                | )           | [             | ]              | [                 | [                 | ]                 | ]                 | 〈                   | 〈             | 〉                       | 〉                       |
| bågparentes      | bågparentes | hakparentes   | hakparentes    | fonetisk parentes | fonetisk parentes | fonetisk parentes | fonetisk parentes | vinkelparentes       | vinkelparentes | vinkelparentes           | vinkelparentes           |

## Stilar och layout
Stilförändringar, till exempel fetstil, eller olika typsnitt, finns inte i punktskrift. Ibland markeras istället stilar med särskilda tecken före och efter de textpartier där stilen avviker från stilen som är normal för övriga delen av texten. På datorer kan stilförändringar visas genom extrapunkter som ser ut som streck under texten.

## Användningsområden
Punktskrift går att prägla på flera olika material och det går därför att använda punktskrift i många olika sammanhang. Vanliga användningsområden är på visitkort, medicinförpackningar, etiketter på flaskor och orienteringstavlor. Tekniken som används för att skriva med en punktskriftsmaskin kan med hjälp av olika applikationer också användas för att skriva på en pekskärmstelefon.